# NGC 5758
NGC 5758 is een elliptisch sterrenstelsel in het sterrenbeeld Ossenhoeder. Het hemelobject werd op 6 juni 1886 ontdekt door de Amerikaanse astronoom Lewis A. Swift.

## Synoniemen
- UGC 9524
- MCG 2-38-11
- ZWG 76.39
- PGC 52787